# Distrito de San Lorenzo (Panamá)
El distrito de San Lorenzo es una de las divisiones que conforma la provincia de Chiriquí, situado en la República de Panamá.

## Historia
San Lorenzo fue fundada el 1 de enero de 1855, por el Mercedario Fray Pedro Gaspar Rodríguez Valdera. Este hizo en el lugar una concentración de indígenas para adoctrinarlos. El gobernador de Veraguas, don Lorenzo de Salto, envió óleos y orden de bautizar al pueblo con el nombre de San Lorenzo.

## División político-administrativa
Está conformado por seis corregimientos:
- Horconcitos
- Boca Chica
- Boca del Monte
- San Juan
- San Lorenzo

## Geografía
Este distrito tiene una superficie total de 647.8 km cuadrado siendo el más extenso de la provincia. Incluye dentro de su territorio a la isla Montuosa, la más alejada de la costa panameña.

## Cultura
Sus principales productos son el arroz, papaya, naranja, aguacate, marañon, coco y el ganado vacuno.
Entre los centros de interés en el distrito se encuentran la Meseta de Chorcha (con una altitud de 494 metros, compartida entre los distritos de San Lorenzo, Gualaca y David) y su famoso "chorro", el Cerro Barro Blanco (reserva forestal), la isla de Gamez (apta para la práctica de deportes acuáticos y la pesca de langostas), la comunidad de Horconcitos por sus trabajos en talabartería: sillas de montar, butacas y otras artesanías de cuero, y las Playas de Horconcitos y Boca Chica.